# L'Âge de bronze (bande dessinée)
Ne doit pas être confondu avec Âge du bronze.

L'Âge de bronze (Age of Bronze) est une série de bandes dessinées retraçant la guerre de Troie. Elle est écrite et dessinée par Eric Shanower et publiée par Image Comics depuis 2001. La traduction française est publiée par Akileos dans la collection Regard Noir et Blanc depuis 2004.

## Conception de la série
Eric Shanower a commencé ses premières recherches en 1991 et dessiné ses premières planches en 1998. Ses sources sont nombreuses et diverses (tragédies grecques d’Eschyle, d’Euripide, de Sophocle, l’Iliade d’Homère, fables mythologiques d’Hygin, Suite d'Homère de Quintus de Smyrne). Une fois terminée, l’œuvre devrait compter dix volumes, avec une fin programmée aux alentours de 2020, soit après 25 années de travail. À ce jour, la série a déjà été récompensée à deux reprises par un Eisner Award.

## Albums
Œuvre épique monumentale, à la mesure de son sujet, Age of Bronze doit comprendre, selon son auteur, sept romans graphiques qui rassemblent chacun une dizaine d'épisodes. Sont déjà parus :
- Volume 1 : A Thousand Ships, 2001 : regroupe les épisodes n°1 à 9  (ISBN 1-58240-200-0) ;
- Volume 2 : Sacrifice, 2004 : regroupe les épisodes n°10 à 19  (ISBN 1-58240-360-0) ;
- Volume 3 : Betrayal, part 1, 2007 : regroupe les épisodes n°20 à 26  (ISBN 978-1-58240-845-3) ;
- Volume 4 : Betrayal, part 2, 2013 : regroupe les épisodes 27 à 33  (ISBN 978-1-60706-758-0) ;
- Age of Bronze Special, 1999 – récit de la malédiction des Atrides ;
- Age of Bronze: Behind the Scenes, 2002 – making-of.

La série est traduite en France par les éditions Akileos. Sont déjà parus :
1. Un millier de navires (2004) ;
2. Sacrifice (2005) ;
3. Trahison - 1re partie (2007) ;
4. Trahison - 2e partie (2010).

Hors-série Les Coulisses de l'œuvre (2006) rassemblant l'histoire des Atrides du Age of Bronze Special de 1999 et le making-of de Behind the Scenes de 2002.

## Accueil critique
L'écrivaine américaine de science-fiction et de fantasy Ursula Le Guin donne un avis très favorable au sujet des deux premiers volumes de L'Âge de bronze sur son site Internet en septembre 2006, : « Le dessin est excellent, l'écriture vivace et la documentation époustouflante ».

## Récompenses
Age of Bronze a reçu deux Will Eisner Award du Meilleur scénariste/dessinateur en 2001 et 2003.

## Analyse
Eric Shanower a volontairement écarté les éléments surnaturels du récit, ainsi que les interventions des dieux, au profit d’une réflexion sur la psychologie et les motivations des personnages : « J’ai délibérément choisi d’éliminer tous les aspects surnaturels du mythe. Et ainsi mettre l’accent sur l’aspect strictement humain du récit et rendre l’action « rationnelle ». Comprendre pourquoi et dans quel but agissent les personnages. Lorsque Agamemnon sacrifie sa fille Iphigénie, il n’entend pas de voix divine lui ordonner : « Ô roi, il faut que tu … ». Non, c’est lui, en son âme et conscience, qui doit prendre la décision fatidique. Les hommes peuvent croire aux dieux. Néanmoins, ma vision de l’épopée reste que ces derniers n’interviennent pas directement. Ils ne sont pas moteurs des actions humaines et ne guident en rien le récit. »